# Vladimir Logothetti
Vladimir Logothetti (n. 4 august 1822, Tomášovce, Banskobystrický kraj, Slovacia – d. 7 decembrie 1892, Rădăuți, Ducatul Bucovinei, Austro-Ungaria) a fost un ofițer austro-ungar de origine bizantino-venețiană. În calitate de comandant al Hergheliei Rădăuți a contribuit la ameliorarea rasei cailor huțuli.